# INTERPIPE Dnipro Half Marathon
INTERPIPE Dnipro Half Marathon — півмарафон у Дніпрі, організований компанією Run Ukraine за підтримки Дніпровської міської ради. Вперше подія відбулась 22 травня 2016 року. У програмі заходу відбулося 4 дорослі забіги: 21,0975, 10, 5 і 2 км, а також три дитячі: 1000, 500 и 100 метрів. Подія увійшла до циклу бігових заходів Run Ukraine Running League 2016.

## Учасники і переможці
На старт дистанцій вийшли понад 1400 учасників з 9 країн, серед який майже 250 дітей.
Переможцем серед чоловіків на дистанції 21 км став Сергій Оксенюк з результатом 1:05:24. Беззаперечним лідером серед жінок виявилася 29-річна Анна Пєчко з Дніпра. До півмарафону у рідному місті дівчина готувалася місяць. Її результат — 1:22:53. Серед тисячі учасників була і жінка мера м. Дніпро Марина Філатова, що вийшла на старт 21 км дистанції.

## Дистанції
Індивідуальні дорослі дистанції Dnipro Half Marathon:
- INTERPIPE DNIPRO HALF MARATHON 2016 — 21.0975 km;
- RUN — 10 km;
- RUN — 5 km;
- RUN — 2 km;

Дитячі дистанції:
- McDonald's junior run 1000 m;
- McDonald's kid's run 500 m;
- McDonald's baby run 100 m.

## Кращі бігуни INTERPIPE Dnipro Half Marathon
Лідери різних дистанції INTERPIPE Dnipro Half Marathon
21,0975 км
Чоловіки:
- Оксенюк Сергій (1:05:24.4);
- Грицак Юрій (1:05:26.8);
- Маляр Дмитро (1:07:35.2);

Жінки:
- Пєчко Анна (1:22:53.8);
- Федорова Олена (1:23:30.8);
- Львова-Грицак Вікторія(1:24:06).

10 км
Чоловіки:
- Ільонок Олександр (33:58.2);
- Діденко Ігор (35:38.5);
- Ковалюх Євген (38:34.8);

Жінки:
- Півень Аліса (45:07.6);
- Курченко Анастасія (46:15.7);
- Коваленко Маргарита  (46:40.6).

5 км
Чоловіки:
- Шмаков Олександр (17:31);
- Шелкунов Ілля (18:12.84);
- Пузь Родіон (18:14.62);

Жінки:
- Махмудова Катерина (20:07.13);
- Ага Марія (20:46.52);
- Лашманова Ельвіра  (21:25.25).

## Цікаві факти
- Готуватися до півмарафону усім охочим учасникам допомагали кваліфіковані тренери, які з 30 квітня, за місяць до вирішальної дати, почали працювати з тими, хто зголосився випробувати свої сили на INTERPIPE Dnipro Half Marathon. Усі охочі отримали відповіді на питання про захід та умови забігу, а також змогли взяти участь у трьох безкоштовних тренуваннях у рамках Open Run Day.
- Спеціально для учасників бігового заходу організатори влаштували за день до забігу Pasta party. Для учасників Odesa Half marathon команда кухарів розробила ексклюзивне меню з шести страв італійської пасти на ваш вибір.
- Призовий фонд INTERPIPE Dnipro Half Marathon — 30 000 грн.